# Ловраново
Ловраново (словен. Lovranovo) — поселення в общині Блоке, Регіон Нотрансько-крашка, Словенія. Висота над рівнем моря: 684,5 м.